# Acanthopsis carduifolia
Acanthopsis carduifolia är en akantusväxtart som först beskrevs av Carl von Linné d.y., och fick sitt nu gällande namn av Schinz. Acanthopsis carduifolia ingår i släktet Acanthopsis och familjen akantusväxter. Inga underarter finns listade i Catalogue of Life.